# Fundación Rosa Luxemburgo
La Fundación Rosa Luxemburgo, en alemán: Rosa-Luxemburg-Stiftung, es una organización alemana fundada en 1990 como la Asociación para el Análisis Social y la Educación Política. En 1992 fue reconocida por el partido izquierdista alemán Partido del Socialismo Democrático (hoy Die Linke) como organización cercana para la educación y cooperación internacional. Fomenta el Socialismo Democrático a nivel internacional. Por el contrario de lo que dice su nombre, su forma jurídica no es la de una Fundación sino la de una «Asociación registrada» (Eingetragener Verein - e.V.), como es el caso también de otras «fundaciones» cercanas a los partidos políticos. El nombre de la fundación es en honor a la política y escritora Rosa Luxemburg. 

## Historia de la asociación
Como asociación, surgió de una organización fundada en 1990, el Verein Gesellschaftsanalyse und politische Bildung e. V. (Asociación de análisis social y educación política, asociación registrada) y dos años después fue reconocida por el PDS como una organización cercana al partido y con actividades a nivel de toda la república federal. Dentro de los marcos de una federación de fundaciones, coopera en Alemania con asociaciones y fundaciones regionales de ideas cercanas a la izquierda política en general. 
La fundación ha participado en varias actividades internacionales como el Foro Social Mundial de 2001 en Porto Alegre y el und Foro Social Europeo de 2003 en París 2003. En São Paulo, en Quito, en Ciudad de México y en Buenos Aires la Fundación Rosa Luxemburgo mantiene oficinas regionales para coordinar actividades en Latinoamérica. En el Medio Oriente la Fundación Rosa Luxemburgo está presente con dos sedes, en Tel Aviv y en Ramallah. Además tiene representaciones regionales en Bruselas, Nueva York, Johannesburgo, Dakar, Dar es-Salam, Hanói, Moscú, Peking, Varsovia, Nueva Delhi y Belgrado. En octubre de 2012 se inauguró una oficina en Atenas. la Fundación Rosa Luxemburgo es además miembro corresponsal de la Comisión Alemana de la UNESCO.
Desde 1990, la asociación actúa como editor de las obras completas de 
Marx y 
Engels en la editorial Karl Dietz de Berlín.
También pertenece a la Fundación el Institut für Gesellschaftsanalyse (Instituto de análisis social), que trabaja en cooperación con el consejo asesor científico de la Fundación. El director del instituto es Mario Candeias. Entre los temas centrales para el trabajo del Instituto se cuentan el análisis del capitalismo y la discusión acerca del socialismo democrático, entre otros.
A partir de 2009 la fundación publica la revista Luxemburg en la editorial VSA.
Tras un acuerdo con la Universidad Ernst Moritz Arndt, la Fundación Rosa Luxemburgo asumió en 9 de febrero de 2011 el financiamiento de la Fundación "Hans und Lea Grundig " y se ha fijado la meta de continuar entregando el premio "Hans- und Lea-Grundig " siguiendo la intención de su institutora Lea Grundig.